# Ӱ
Ӱは、キリル文字のひとつ。ハカス語、マリ語、アルタイ語、ハンティ語などで使われる。

## 呼称
- ハカス語：
- マリ語：
- アルタイ語：
- ハンティ語：

## 音素
- 全てÜと同じ円唇前舌狭母音[y] = [y]を表す。